# ФК Лехия (Гданск)
КС „Лехия“ (Гданск) (на полски: KS Lechia Gdańsk S.A) е полски футболен отбор от град Гданск.
Името на клуба „Лехия“ идва от поетичното име на Полша. Основан през 1945 г., „Лехия“ е движеща сила в полския футбол в средата на 1950-те години. Следващите десетилетия са слаби, като отборът възвръща формата си едва в началото на 1980-те години. Тогава печели Купата на Полша, Суперкупата и играе в КНК, където губи от „Ювентус“. През май 2008 г. клубът се изкачва отново в Първа дивизия.

## Срещи с български отбори
„Лехия“ се е срещал с български отбори в контролни срещи.

### „Лудогорец“
С „Лудогорец“ се е срещал един път в контролен мач. Мачът е на 25 януари 2019 г. в турския курорт Белек като резултатът е 1 – 0 за „Лехия“ .

## Успехи
- Екстракласа:
  -  Трето място (2): 1956, 2018/19

- Купа на Полша:
  -  Носител (2): 1983, 2018/19
  -  Финалист (2): 1954/55, 2019/20
  - Полуфиналист (2): 2010, 2011

- Суперкупа на Полша:
  -  Носител (2): 1983, 2019

## Международни
- Купа на носителите на купи (КНК):
  - 1 кръг: 1983 – 84

## Предишни имена
| Години  | Име                                                                    |
| ------- | ---------------------------------------------------------------------- |
| 1945    | БОП Балтия Гданск Biuro Odbudowy Portów Baltia Gdańsk                  |
| 1946    | КС БОП Лехия Гданск Klub Sportowy Biura Odbudowy Portów Lechia Gdańsk  |
| 1947    | БЗКС Лехия Гданск BZKS Lechia Gdańsk                                   |
| 1951    | ЗС Будовлани Гданск ZS Budowlani Gdańsk                                |
| 1955    | ТКС ЛС Будовлани „Лехия“ Terenowe Koło Sportowe ZS Budowlani „Lechia“  |
| 1959    | БКС Лехия Гданск Budowlani Klub Sportowy Lechia Gdańsk                 |
| 1991    | КС Лехия Гданск Klub Sportowy Lechia Gdańsk                            |
| 1992    | ФК Лехия FC Lechia (S.A.)                                              |
| 1995    | КП Олимпия/Лехия Гданск Klub Piłkarski Olimpia/Lechia Gdańsk           |
| 1996    | КС Лехия Гданск Klub Sportowy Lechia Gdańsk                            |
| 1998    | Лехия-Полония Гданск ССА Lechia-Polonia Gdańsk Sportowa Spółka Akcyjna |
| 2001    | ОШП Лехия Гданск Ośrodek Szkolenia Piłkarskiego Lechia Gdańsk          |
| от 2009 | КС Лехия Гданск ССА Klub Sportowy Lechia Gdańsk (S.A.)                 |

## Лехия в Европа
| Сезон   | Състезание | Фаза   |  | Отбор   | Резултат     |
| ------- | ---------- | ------ |  | ------- | ------------ |
| 1983/84 | КНК        | 1 кръг |  | Ювентус | 0 – 7, 2 – 3 |

## Състав 2020/21
Настоящ състав
- Лехия – Настоящ състав

## Известни играчи
- Милош Красич

## Български футболисти
- Милен Гамаков 2016/18 (4 мача - 0 гола)
- Симеон Славчев 2016/17 - наем (23 мача - 0 гола)